# 原藤一輝
原藤 一輝（はらふじ かずてる、1977年 - ）は、日本の映画プロデューサー。神奈川県横浜市出身。日本大学芸術学部卒業。

## 作品

### プロデューサー
- ピカ☆☆ンチ LIFE IS HARDだからHAPPY(2004年)
- ファンタスティポ(2005年)
- ホールドアップダウン(2005年)
- 黄色い涙(2007年)
- ヘブンズ・ドア(2009年)
- おと・な・り(2009年)
- 0号室の客(2009年 TVドラマ)
- 怪物くん(2010年 TVドラマ)
- バーテンダー(2011年 TVドラマ)
- 怪物くん 完全新作スペシャル(2011年 TVドラマ)
- 妖怪人間ベム(2011年 TVドラマ)
- 映画 怪物くん(2011年)
- エイトレンジャー(2012年)
- 映画 妖怪人間ベム（2012年）
- 東京バンドワゴン（2013年 TVドラマ）
- エイトレンジャー2（2014年）
- ピカ☆★☆ンチ LIFE IS HARD たぶんHAPPY(2014年)
- 味園ユニバース(2015年)
- 忍びの国（2017年）
- ARASHI Anniversary Tour 5×20 FILM “Record of Memories”(2021年)

### アソシエイトプロデューサー
- 真夜中の弥次さん喜多さん(2005年)
- 花よりもなほ(2006年)
- 親指さがし(2006年)
- 僕は妹に恋をする(2007年)
- 陰日向に咲く(2008年)